# Мультиспектральне зображення
Мультиспектральне зображення — це такий знімок, в якому дані зображення фіксуються у певних діапазонах довжин хвиль в електромагнітному спектрі. Довжини хвиль можуть розділятися за допомогою оптичних фільтрів або із використанням сенсорів, що чутливі до конкретних довжин хвиль, в тому числі світло, що має частоти за межами видимого діапазону, наприклад інфрачервоне і ультрафіолетове. Спектральна візуалізація дозволяє отримати додаткову інформацію, яку не можна побачити людським оком маючи обмежені рецептори для бачення синього, зеленого, червоного. Початково вона розроблялася для космічної візуалізації, а також знайшла своє застосування для аналізу документів і живопису.
Мультиспектральне зображення вимірює світло в невеликій кількості (зазвичай від 3 до 15) спектральних діапазонів. Гіперспектральне зображення є окремим різновидом спектральної візуалізації де доступними є сотні неперервних спектральних смуг.

## Спектральні смуги (діапазони)
Наведені довжини хвиль є наближеними; точні значення можуть залежати від діапазонів інструментів певних супутників:
- Синій, 450-515..520 нм, використовується для зображення атмосфери і глибоководдя, в чистій воді може проникати на глибину до 50 м.
- Зелений, 515..520-590..600 нм, використовується для зображення рослинності та глибоководних структур, до 30 м в чистій воді.
- Червоний, 600..630-680..690 нм, використовується для зображення техногенних об'єктів, в воді до 9 м в глибину, ґрунтів, і рослинності.
- Близькі до інфрачервоного хвилі (NIR), 750-900 нм, в основному використовується для зображення рослинності.
- Середині інфрачервні хвилі (MIR), 1550-1750 нм, використовується для зображення рослинності, вмісту вологи в ґрунті, і іноді лісових пожеж.
- Далекі інфрачервоні хвилі (FIR), 2080-2350 нм, використовується для зображення ґрунтів, вологи, геологічних ознак, силікатів, глини, і вогню.
- Термальний, 10400-12500 нм, реєструє випромінені, а не відображені хвилі, для зображення геологічних структур, термальної різниці в течії води, вогню, і для нічного спостереження.
- Радар і відповідні технології використовуються для зображення поверхні Землі і виявлення різних об'єктів.

## Використання спектральних смуг
Різна комбінація спектральних смуг може використовуватися для різних задач. Як правило, їх представляють червоним, зеленим, і синім каналами. Зображення різних смуг кольором залежить від мети побудови зображення і персональних вподобань аналітика. Термальний інфрачервоний діапазон часто не береться до розгляду через низьку роздільну здатність, окрім спеціальних задач.
- Дійсний колір використовує лише червоний, зелений, і синій канали, відображені у відповідні кольори. Як і при звичайній кольоровій фотографії, це є зручним для аналізу рукотворних об'єктів, і легкі для розуміння для початківців.
- Зелений-червоний-інфрачервоний, де синій канал замінений близьким до інфрачервоного, застосовується для аналізу вегетації, яка добре відбиває близький до ІЧ спектр; і потім його зображають як синій. Таке поєднання часто використовується для виявлення рослинності і камуфляжу.
- Синій-NIR-MIR, де в якості синього каналу використовують видимий синій, замість зеленого використовують NIR (так що вегетація залишається зеленою), і MIR зображають червоним. Такі знімки дозволяють побачити глиб води, покриття рослинністю, вміст вологи в ґрунті, і присутність вогню, все на одному зображенні.

Існує багато інших вживаних комбінацій. NIR часто зображають червоним, показуючи зони покриті вегетацією червоним кольором.

## Класифікація
На відміну від інтерпретації фотографій у звичному видимому спектрі, на таких мультиспектральних зображення не легко напряму ідентифікувати ознаки за допомогою візуального сприйняття. Тому дані дистанційного зондування спершу необхідно класифікувати, після чого слідує обробка за допомогою різних технік покращення даних, аби допомогти користувачу зрозуміти ознаки на зображенні.
Така класифікація є складною задачею, що передбачає строгу перевірку навчальної вибірки, відповідно до обраного алгоритму класифікації. Ці техніки можна розбити на два типи.
- Керована класифікація
- Некерована класифікація

При керованій класифікації використовують навчальну вибірку. Навчальна вибірка, це приклади ділянок землі для яких відомо, що там знаходилось. Спектральні підписи навчальних ділянок використовуються для знаходження схожих підписів в решті пікселів зображення, які будуть класифікуватися відповідно. Такий тип класифікації, в якій використовується навчальні зразки для класифікації називають керованим навчанням. Дуже для даного методу є дуже важливими експертні знання, оскільки правильний вибір навчальних зразків і визначення похибки можуть значно вплинути на точність класифікації. Однією з популярних технік є принцип максимальної правдоподібності. За допомогою неї обчислюють ймовірність приналежності пікселя до певного класу (ознаки) і відносить його до більш ймовірного класу.
При некерованій класифікації ніяких попередніх знань для класифікації ознак на зображенні мати не потрібно. Розглядається природне групування або кластеризація пікселів, тобто сірих відтінків пікселів. Визначається порогове значення для прийняття кількості кластерів в зображенні. Чим точніше буде порогове значення, тим більше класів буде отримано. Однак, при деяких межах, один і той же клас може бути розділений на декілька класів, через варіації в представленому класі. Після формування кластерів, проводиться наземна перевірка для ідентифікації чому відповідає визначений клас із пікселів зображення. Таким чином, при некерованій класифікації експертна інформація про класи не потрібна. Одним із популярних методів некерованої класифікації є алгоритм класифікації методом K-середніх.